# Spanje op het Eurovisiesongfestival 1985
Spanje nam deel aan het Eurovisiesongfestival 1985 in Göteborg (Zweden). Het was de 25ste deelname van het land aan het festival.

## Selectieprocedure
Net zoals de voorbije jaren koos de TVE ervoor om de kandidaat intern te selecteren.
Men koos voor de Spaanse groep Paloma San Basilio met het lied La fiesta termino.

## In Göteborg
In Zweden moest Spanje optreden als 5de, net na Denemarken en voor Frankrijk. Op het einde van de puntentelling hadden ze 36 punten verzameld, goed voor een gedeelde 14de plaats.
Men heeft ook 1 maal het maximum van de punten ontvangen.
Nederland deed niet mee in 1985 en België gaf geen punten aan deze inzending.

### Gekregen punten

#### Finale
| 12 punten | 10 punten             | 8 punten  | 7 punten             | 6 punten             |
| --------- | --------------------- | --------- | -------------------- | -------------------- |
| - Turkije |                       | - Finland |                      | - Griekenland        |
| 5 punten  | 4 punten              | 3 punten  | 2 punten             | 1 punt               |
|           | - Verenigd Koninkrijk |           | - Ierland - Portugal | - Cyprus - Luxemburg |

### Punten gegeven door Spanje

#### Finale
Punten gegeven in de finale:
| 12 punten | Italië              |
| 10 punten | Duitsland           |
| 8 punten  | Israël              |
| 7 punten  | Griekenland         |
| 6 punten  | Finland             |
| 5 punten  | Verenigd Koninkrijk |
| 4 punten  | Ierland             |
| 3 punten  | Turkije             |
| 2 punten  | Zweden              |
| 1 punt    | Noorwegen           |

1961 · 1962 · 1963 · 1964 · 1965 · 1966 · 1967 · 1968 · 1969 · 1970 · 1971 · 1972 · 1973 · 1974 · 1975 · 1976 · 1977 · 1978 · 1979 · 1980 · 1981 · 1982 · 1983 · 1984 · 1985 · 1986 · 1987 · 1988 · 1989 · 1990 · 1991 · 1992 · 1993 · 1994 · 1995 · 1996 · 1997 · 1998 · 1999 · 2000 · 2001 · 2002 · 2003 · 2004 · 2005 · 2006 · 2007 · 2008 · 2009 · 2010 · 2011 · 2012 · 2013 · 2014 · 2015 · 2016 · 2017 · 2018 · 2019 · 2020 · 2021 · 2022 · 2023 · 2024 · 2025